# Kabinett Boden I
Das Kabinett Boden I war das erste Kabinett der Landesregierung des Landes Rheinland-Pfalz nach dem Zweiten Weltkrieg. Die französischen Besatzungsbehörden ernannten den CDU-Politiker Wilhelm Boden zum provisorischen Ministerpräsidenten des neu gebildeten Landes. Das Kabinett nahm am 3. Dezember 1946 seine Arbeit auf und wurde am 13. Juni 1947 vom Kabinett Boden II abgelöst.
| Amt                          | Name             | Partei | Partei |
| ---------------------------- | ---------------- | ------ | ------ |
| Ministerpräsident            | Wilhelm Boden    |        | CDU    |
| Inneres                      | Jakob Steffan    |        | SPD    |
| Justiz                       | Adolf Süsterhenn |        | CDU    |
| Unterricht und Kultus        | Ernst Lotz       | CDU    |        |
| Wirtschaft und Finanzen      | Hanns Haberer    | CDU    |        |
| Arbeit                       | Paul Röhle       |        | SPD    |
| Gesundheit und Wohlfahrt     | Hans Junglas     |        | CDU    |
| Wiederaufbau und Verkehr     | Willy Feller     |        | KPD    |
| Landwirtschaft und Ernährung | Oskar Stübinger  |        | CDU    |